# Lennox Lewis
Lennox Claudius Lewis (Londra, 2 settembre 1965) è un ex pugile britannico naturalizzato canadese.
Soprannominato The Lion (in italiano "il leone"), è stato uno dei pochi pugili ad aver vinto tre volte il titolo dei pesi massimi, assieme a Muhammad Ali, Evander Holyfield e Vitali Klitschko. Dotato di una elevata statura (196 cm) su cui si distribuiscono circa 115 kg di peso, Lewis si è spesso autodefinito “lo specialista della boxe”.
Dotato di grande tecnica viene considerato come uno dei migliori pugili degli anni novanta e uno tra i migliori nella storia.

## Biografia

### Origini
Lennox Claudius Lewis è nato il 2 settembre 1965 a West Ham, Londra, da genitori di origini giamaicane. Si è spostato con la famiglia a Kitchener, Ontario nel 1977 a 12 anni. Qui ha imparato l'arte della boxe dall'allenatore Arnie Boehm, che lo avrebbe guidato per tutto il suo percorso da pugile dilettante.
Sposato con Violet Chang, ha due figli: Ling e Landon.

### La gioventù e la boxe
Lennox ha frequentato la scuola media Cameron Heights Collegiate Institute, dove si è appassionato al football canadese, calcio e pallacanestro. Tuttavia pur avendo molte preferenze, decise che il suo cuore era per la  boxe. È così diventato un promettente pugile dilettante e ha vinto il titolo del mondo amatoriale junior nel 1983.
L'anno seguente ha rappresentato il Canada ai Giochi di Los Angeles nel 1984 nella categoria dei supermassimi. È riuscito ad arrivare ai quarti di finale, dove ha perso contro Tyrell Biggs per decisione unanime controversa. Ha finito così la competizione con un 5º posto.
Dopo le Olimpiadi, Lennox ha deciso che era ancora troppo presto per passare tra i professionisti, così ha continuato a combattere altri 4 anni come pugile dilettante, sperando di conquistare l'oro perso in precedenza. Dopo aver vinto importanti titoli amatoriali durante questi anni, ha deciso di viaggiare a Seul, Sud Corea, per le Olimpiadi del 1988. Questa è stata la volta buona e Lewis è riuscito a conquistare la medaglia tanto desiderata. Nel match finale per l'oro olimpico ha sconfitto il futuro campione del mondo Riddick Bowe per KO tecnico alla 2ª ripresa.
Avendo raggiunto il suo obiettivo, Lewis è passato nel mondo dei professionisti, ritornando nella sua terra natale, l'Inghilterra. Ha dichiarato che si è sempre considerato britannico, ma molti fans inglesi lo ritenevano "canadese nel cuore e britannico per convenienza".
Amico affidabile e figura quasi paterna per Lennox, Boehm ha portato il suo assistito ad un record amatoriale di 85-9 (52 per KO).

## Carriera da professionista
Professionista dal 1989, il 31 ottobre 1992 vinse contro Donovan Ruddock per k.o. tecnico: la vittoria lo fece salire in cima alla classifica mondiale della WBC. A dicembre, il rifiuto di Bowe a battersi con lui convinse l'ente a destituirlo del titolo che venne quindi assegnato – a tavolino – al canadese. Il 24 settembre 1994 fu spodestato da Oliver McCall, al quale l'arbitro assegnò la vittoria per k.o. tecnico: la decisione fu accompagnata dalle polemiche, ma il 7 febbraio 1997 Lewis vinse la rivincita per squalifica.
Nel 1999 sfidò in due occasioni Evander Holyfield, pareggiando il primo incontro e vincendo ai punti il secondo, tramite una decisione unanime. Riuniti così i titoli di quattro federazioni (WBA, WBC, IBF e IBO), perse la corona contro Hasim Rahman il 22 aprile 2001., per un 'colpo della domenica'. Trionfò poi nella rivincita del 17 novembre successivo.
Giunto ormai all'età di 36 anni, mise nuovamente in palio il titolo contro Mike Tyson. L'incontro fu inizialmente programmato per il 6 aprile 2002, ma i fatti avvenuti durante la conferenza stampa – in cui Tyson aggredì lo staff del suo avversario – comportarono il rinvio di due mesi, all'8 giugno. A Memphis, Lewis vinse per k.o. all'ottava ripresa mantenendo la cintura. Salì per l'ultima volta sul ring il 21 giugno 2003, battendo Vitalij Klyčko per un contestato TKO assegnato al pugile ucraino. Annunciò infatti il suo ritiro nel 2004, rinunciando a difendere il titolo nella rivincita contro lo sfidante est-europeo.

## Dopo il ritiro
Incluso nella Canada's Sports Hall of Fame nel 2008, già l'anno seguente è entrato nella International Boxing Hall of Fame.

## Risultati nel pugilato
| N. | Risultato | Record | Avversario          | Tipo | Round, tempo | Data              | Località                                           | Note |
| -- | --------- | ------ | ------------------- | ---- | ------------ | ----------------- | -------------------------------------------------- | --- |
| 44 | Vittoria  | 41–2–1 | Vitalij Klyčko      | TKO  | 6 (12), 3:00 | 21 giugno 2003    | Staples Center, Los Angeles, USA                   | Difende titoli WBC, IBO, The Ring, e Lineare dei pesi massimi                                                |
| 43 | Vittoria  | 40–2–1 | Mike Tyson          | KO   | 8 (12), 2:25 | 8 giugno 2002     | The Pyramid, Memphis, USA                          | Difende titoli WBC, IBF, IBO, The Ring, e Lineare dei pesi massimi                                           |
| 42 | Vittoria  | 39–2–1 | Hasim Rahman        | KO   | 4 (12), 1:29 | 17 novembre 2001  | Mandalay Bay Events Center, Paradise, USA          | Vince titoli WBC, IBF, IBO, e Lineare dei pesi massimi                                                       |
| 41 | Sconfitta | 38–2–1 | Hasim Rahman        | KO   | 5 (12), 2:32 | 22 aprile 2001    | Carnival City, Brakpan, Sudafrica                  | Perde titoli WBC, IBF, IBO, e Lineare dei pesi massimi                                                       |
| 40 | Vittoria  | 38–1–1 | David Tua           | UD   | 12           | 11 novembre 2000  | Mandalay Bay Events Center, Paradise, USA          | Difende titoli WBC, IBF, IBO, e Lineare dei pesi massimi                                                     |
| 39 | Vittoria  | 37–1–1 | Francois Botha      | TKO  | 2 (12), 2:39 | 15 luglio 2000    | London Arena, Londra, Inghilterra                  | Difende titoli WBC, IBF, IBO, e Lineare dei pesi massimi                                                     |
| 38 | Vittoria  | 36–1–1 | Michael Grant       | KO   | 2 (12), 2:53 | 29 aprile 2000    | Madison Square Garden, New York, USA               | Difende titoli WBC, IBF, IBO, e Lineare dei pesi massimi                                                     |
| 37 | Vittoria  | 35–1–1 | Evander Holyfield   | UD   | 12           | 13 novembre 1999  | Thomas & Mack Center, Paradise, USA                | Difende titoli WBC e Lineare dei pesi massimi; Vince titoli WBA, IBF, e titolo vacante IBO dei pesi massimi  |
| 36 | Pareggio  | 34–1–1 | Evander Holyfield   | SD   | 12           | 13 marzo 1999     | Madison Square Garden, New York, USA               | Difende titoli WBC e Lineare dei pesi massimi; Per i titoli WBA e IBF dei pesi massimi                       |
| 35 | Vittoria  | 34–1   | Željko Mavrović     | UD   | 12           | 26 settembre 1998 | Mohegan Sun Arena, Montville, USA                  | Difende titoli WBC e Lineare dei pesi massimi                                                                |
| 34 | Vittoria  | 33–1   | Shannon Briggs      | TKO  | 5 (12), 1:45 | 28 marzo 1998     | Boardwalk Hall, Atlantic City, USA                 | Difende titolo WBC dei pesi massimi; Vince titolo Lineare dei pesi massimi                                   |
| 33 | Vittoria  | 32–1   | Andrew Golota       | KO   | 1 (12), 1:35 | 4 ottobre 1997    | Boardwalk Hall, Atlantic City, USA                 | Difende titolo WBC dei pesi massimi                                                                          |
| 32 | Vittoria  | 31–1   | Henry Akinwande     | DQ   | 5 (12), 2:34 | 12 luglio 1997    | Caesars Tahoe, Stateline, USA                      | Difende titolo WBC dei pesi massimi; Akinwande squalificato per ripetute prese                               |
| 31 | Vittoria  | 30–1   | Oliver McCall       | TKO  | 5 (12), 0:55 | 7 febbraio 1997   | Las Vegas Hilton, Winchester, USA                  | Vince titolo vacante WBC dei pesi massimi                                                                    |
| 30 | Vittoria  | 29–1   | Ray Mercer          | MD   | 10           | 10 maggio 1996    | Madison Square Garden, New York, USA               | |
| 29 | Vittoria  | 28–1   | Tommy Morrison      | TKO  | 6 (12), 1:22 | 7 ottobre 1995    | Convention Hall, Atlantic City, USA                | Vince titolo IBC dei pesi massimi                                                                            |
| 28 | Vittoria  | 27–1   | Justin Fortune      | TKO  | 4 (10), 1:48 | 2 luglio 1995     | Point Theatre, Dublino, Irlanda                    | |
| 27 | Vittoria  | 26–1   | Lionel Butler       | TKO  | 5 (12), 2:55 | 13 maggio 1995    | ARCO Arena, Sacramento, USA                        | |
| 26 | Sconfitta | 25–1   | Oliver McCall       | TKO  | 2 (12), 0:31 | 24 settembre 1994 | Wembley Arena, Londra, Inghilterra                 | Perde titolo WBC dei pesi massimi                                                                            |
| 25 | Vittoria  | 25–0   | Phil Jackson        | TKO  | 8 (12), 1:35 | 6 maggio 1994     | Convention Hall, Atlantic City, USA                | Difende titolo WBC dei pesi massimi                                                                          |
| 24 | Vittoria  | 24–0   | Frank Bruno         | TKO  | 7 (12), 1:12 | 1º ottobre 1993   | Cardiff Arms Park, Cardiff, Galles                 | Difende titolo WBC dei pesi massimi                                                                          |
| 23 | Vittoria  | 23–0   | Tony Tucker         | UD   | 12           | 8 maggio 1993     | Thomas & Mack Center, Paradise, USA                | Difende titolo WBC dei pesi massimi                                                                          |
| 22 | Vittoria  | 22–0   | Donovan Ruddock     | TKO  | 2 (12), 0:46 | 31 ottobre 1992   | Earls Court Exhibition Centre, Londra, Inghilterra | Difende titolo Commonwealth dei pesi massimi                                                                 |
| 21 | Vittoria  | 21–0   | Mike Dixon          | TKO  | 4 (10), 1:02 | 11 agosto 1992    | Broadway by the Bay Theater, Atlantic City, USA    | |
| 20 | Vittoria  | 20–0   | Derek Williams      | TKO  | 3 (12), 2:30 | 30 aprile 1992    | Royal Albert Hall, Londra, Inghilterra             | Difende titoli di campione europeo e britannico dei pesi massimi; Vince titolo Commonwealth dei pesi massimi |
| 19 | Vittoria  | 19–0   | Levi Billups        | UD   | 10           | 1 Feb 1992        | Caesars Palace, Paradise, USA                      | |
| 18 | Vittoria  | 18–0   | Tyrell Biggs        | TKO  | 3 (10), 2:47 | 23 novembre 1991  | Omni Coliseum, Atlanta, USA                        | |
| 17 | Vittoria  | 17–0   | Glenn McCrory       | KO   | 2 (12), 1:30 | 30 settembre 1991 | Royal Albert Hall, Londra, Inghilterra             | Difende titoli di campione europeo e britannico dei pesi massimi                                             |
| 16 | Vittoria  | 16–0   | Mike Weaver         | KO   | 6 (10), 1:05 | 12 luglio 1991    | Caesars Tahoe, Stateline, USA                      | |
| 15 | Vittoria  | 15–0   | Gary Mason          | TKO  | 7 (12), 0:44 | 6 marzo 1991      | Wembley Arena, Londra, Inghilterra                 | Difende titolo europeo dei pesi massimi; Vince titolo britannico dei pesi massimi                            |
| 14 | Vittoria  | 14–0   | Jean-Maurice Chanet | TKO  | 6 (12), 0:16 | 31 ottobre 1990   | National Sports Centre, Londra, Inghilterra        | Vince titolo di campione europeo dei pesi massimi                                                            |
| 13 | Vittoria  | 13–0   | Mike Acey           | KO   | 2 (10), 0:34 | 11 luglio 1990    | Superstars Nite Club, Kitchener, Canada            | |
| 12 | Vittoria  | 12–0   | Ossie Ocasio        | UD   | 8            | 27 giugno 1990    | Royal Albert Hall, Londra, Inghilterra             | |
| 11 | Vittoria  | 11–0   | Dan Murphy          | TKO  | 6 (8), 2:11  | 20 maggio 1990    | Town Hall, Sheffield, Inghilterra                  | |
| 10 | Vittoria  | 10–0   | Jorgé Dascola       | KO   | 1 (8), 2:59  | 9 maggio 1990     | Royal Albert Hall, Londra, Inghilterra             | |
| 9  | Vittoria  | 9–0    | Michael Simuwelu    | TKO  | 1 (8), 0:58  | 14 aprile 1990    | Royal Albert Hall, Londra, Inghilterra             | |
| 8  | Vittoria  | 8–0    | Calvin Jones        | KO   | 1 (8), 2:34  | 22 marzo 1990     | Leisure Centre, Gateshead, Inghilterra             | |
| 7  | Vittoria  | 7–0    | Noel Quarless       | TKO  | 2 (6), 1:25  | 31 gennaio 1990   | York Hall, Londra, Inghilterra                     | |
| 6  | Vittoria  | 6–0    | Greg Gorrell        | TKO  | 5 (8), 0:51  | 18 dicembre 1989  | Memorial Auditorium, Kitchener, Canada             | |
| 5  | Vittoria  | 5–0    | Melvin Epps         | DQ   | 2 (6), 0:30  | 5 novembre 1989   | Royal Albert Hall, Londra, Inghilterra             | |
| 4  | Vittoria  | 4–0    | Steve Garber        | KO   | 1 (6)        | 10 ottobre 1989   | City Hall, Hull, Inghilterra                       | |
| 3  | Vittoria  | 3–0    | Andrew Gerrard      | TKO  | 4 (6), 0:33  | 25 settembre 1989 | National Sports Centre, Londra, Inghilterra        | |
| 2  | Vittoria  | 2–0    | Bruce Johnson       | TKO  | 2 (6)        | 21 luglio 1989    | Convention Hall, Atlantic City, USA                | |
| 1  | Vittoria  | 1–0    | Al Malcolm          | KO   | 2 (6), 0:19  | 27 giugno 1989    | Royal Albert Hall, Londra, Inghilterra             | |